# Роберт Ендрюс Міллікен
Роберт Ендрюс Міллікен (англ. Robert Andrews Millikan; 22 березня 1868, США — 19 грудня 1953) — американський фізик, займався дослідженням властивостей електрона, першим у світі виміряв значення заряду електрона, вивчав явища фотоефекту, ультрафіолетове випромінювання, космічне випромінювання, будову атома.
Міллікен отримав Нобелівську премію з фізики за 1923 рік «за вимірювання заряду електрона та працю в області фотоефекту».

## Дослід Міллікена
У 1910 році, бувши професором в університеті Чикаго, Міллікен опублікував перші результати своїх експериментів із зарядженими крапельками олії, за допомогою яких він виміряв заряд електрона. Елементарний електричний заряд є однією з фундаментальних фізичних констант і знання його точного значення є дуже важливим. У своїх експериментах Роберт Міллікен вимірював силу, що діє на найдрібніші заряджені крапельки олії, підвішені між електродами за допомогою електричного поля. При певному значенні електричного поля можна визначити заряд краплі. Провівши повторні експерименти з великою кількістю крапель, Міллікен показав, що результати можуть бути пояснені, якщо припустити, що заряд краплі пропорційний цілому числу елементарних зарядів, величиною −1.592×10−19 Кл. Різницю результатів Міллікена і результатів, що прийняті зараз (−1.60217653×10−19 Кл), пояснюється тим, що Міллікен використовував неточні значення коефіцієнта в'язкості повітря.